# Bataille de Champion Hill
Guerre de Sécession
Batailles
Campagne de Vicksburg
- Grand Gulf
- Snyder's Bluff
- Port Gibson
- Raymond
- Jackson
- Champion Hill
- Big Black River Bridge
- Milliken's Bend
- Young's Point
- Lake Providence
- Richmond
- Goodrich's Landing
- Helena
- Vicksburg
- Expédition de Jackson

La bataille de Champion Hill ou bataille de Bakers Creek a été livrée le 16 mai 1863 lors de la guerre de Sécession. C'est une bataille importante de la campagne de Vicksburg. Le major-général Ulysses S. Grant de l'Union et l'armée du Tennessee ont poursuivi la retraite confédérée du lieutenant-général John C. Pemberton et défait son armée à l'est de Vicksburg dans l'État du Mississippi, conduisant au siège de Vicksburg.

## Contexte militaire
Au début de l’année 1863, l’armée du Tennessee, sous le commandement de Ulysse S. Grant, est dirigée vers Vicksburg, place forte sudiste et qui commande le passage du Mississippi.
Remontant du sud ouest, elle s’empare de Jackson le 14 mai, repoussant les troupes sudistes. Ce qui permet de couper la ligne ferroviaire pouvant ravitailler Vicksburg.
Grant se tourne alors vers l’ouest, vers Vicksburg. Pemberton a pour mission de lui interdire le passage.

## Forces en présence

### Sudistes
Commandée par John C. Pemberton, l’armée sudiste aligne 22 000 hommes environ.
- Division Loring, 3 brigades d’infanterie, 5 batteries d’artillerie.
- Division Stevenson, 4 brigades d’infanterie, 6 batteries.
- Division Bowen, 2 brigades d’infanterie, 5 batteries, 2 régiments de cavalerie.

### Nordistes
Commandée par Grant, l’armée nordiste aligne 2 corps d’armée, 32 000 hommes environ. Le troisième corps, XVe, sous le commandement de Sherman est toujours à Jackson.
XIIIe Corps, Mc Clernand.
- 9e Division, Osterhaus, 2 brigades, 2 batteries d’artillerie et 3 compagnies de cavalerie.
- 10e Division, Smith, 2 brigades, 2 batteries d’artillerie et 1 compagnie de cavalerie.
- 12e Division, Hovey, 2 brigades, 3 batteries d’artillerie et 1 compagnie de cavalerie.
- 9e Division, Carr, 2 brigades, 2 batteries d’artillerie.
- Réserve de cavalerie, 2 régiments.

XVIIe Corps, McPherson.
- 3e Division, Logan, 3 brigades, 4 batteries d’artillerie.
- 7e Division, Quinby, 3 brigades, 4 batteries d’artillerie.

XVe Corps, Sherman.
- 2e Division, Blair, 2 brigades, 4 batteries d’artillerie.

## La bataille

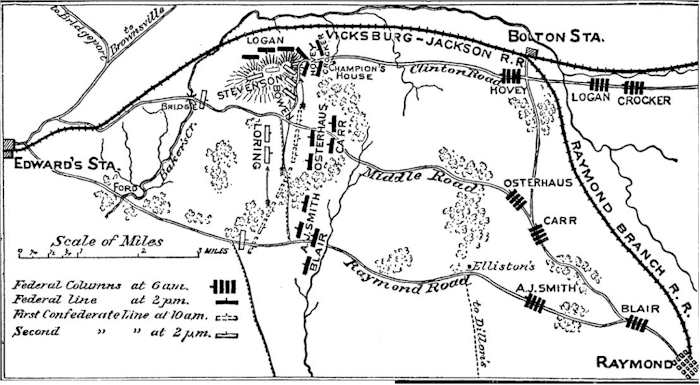
Carte extraite de Campaigns of the Civil War: The Mississippi, par Francis Vinton Greene, 1882.

Dispositions sudistes.
Approche nordiste.
Attaque des fédéraux.
Contre-attaque sudiste
Seconde attaque nordiste.
Retrait sudiste.

## Conséquences
La bataille de Champion Hill est sanglante mais décisive pour la campagne nordiste. Le 18 mai, le siège est établi devant Vicksburg. La ville tombera le 4 juillet 1863, le jour même que la victoire à Gettysburg.

## Sources
- James M. McPherson, La Guerre de Sécession, 1861-1865, 1991, Robert Laffont, Bouquins,  (ISBN 978-2-221-06742-0), page 688.
- Alan Hankinson, Vicksburg 1863, Grant clears the Mississipi, 1993, Osprey Publishing, Campaign 26, 96 pages,  (ISBN 978-1-85532-353-7), pages 51-57.
- (en) Herman Hattaway, Shades of Blue and Grey : an introductory military history of the civil war, University of Missouri Press, 1997, 281 p. (ISBN 978-0-8262-1107-1), p. 133.
- (en) David J. Eicher, The Longest Night : a Military History of The Civil War, Simon & Schuster, 2001, 990 p. (ISBN 978-0-684-84944-7), p. 465-467.
- (en) Herman Hattaway et Archer Jones, How the North Won : a Military History of the Civil War, Illini Books, 1991, 762 p. (ISBN 0-252-06210-8, présentation en ligne), p. 393-394.